# 库拉索议会
库拉索议会（荷蘭語：Staten van Curaçao）是荷兰王國构成国库拉索的立法机关。议会实行一院制，由21名议员组成。每届议会任期4年。现任议长是Marcolino Franco，副议长是Humphrey Davelaar。